# Kettleman Station
Kettleman Station è una comunità non incorporata degli Stati Uniti d'America situata nella Contea di Kings, nello Stato della California. Si trova a una distanza di circa 18 km a sudest di Coalinga.